# Arxipèlag de Bismarck

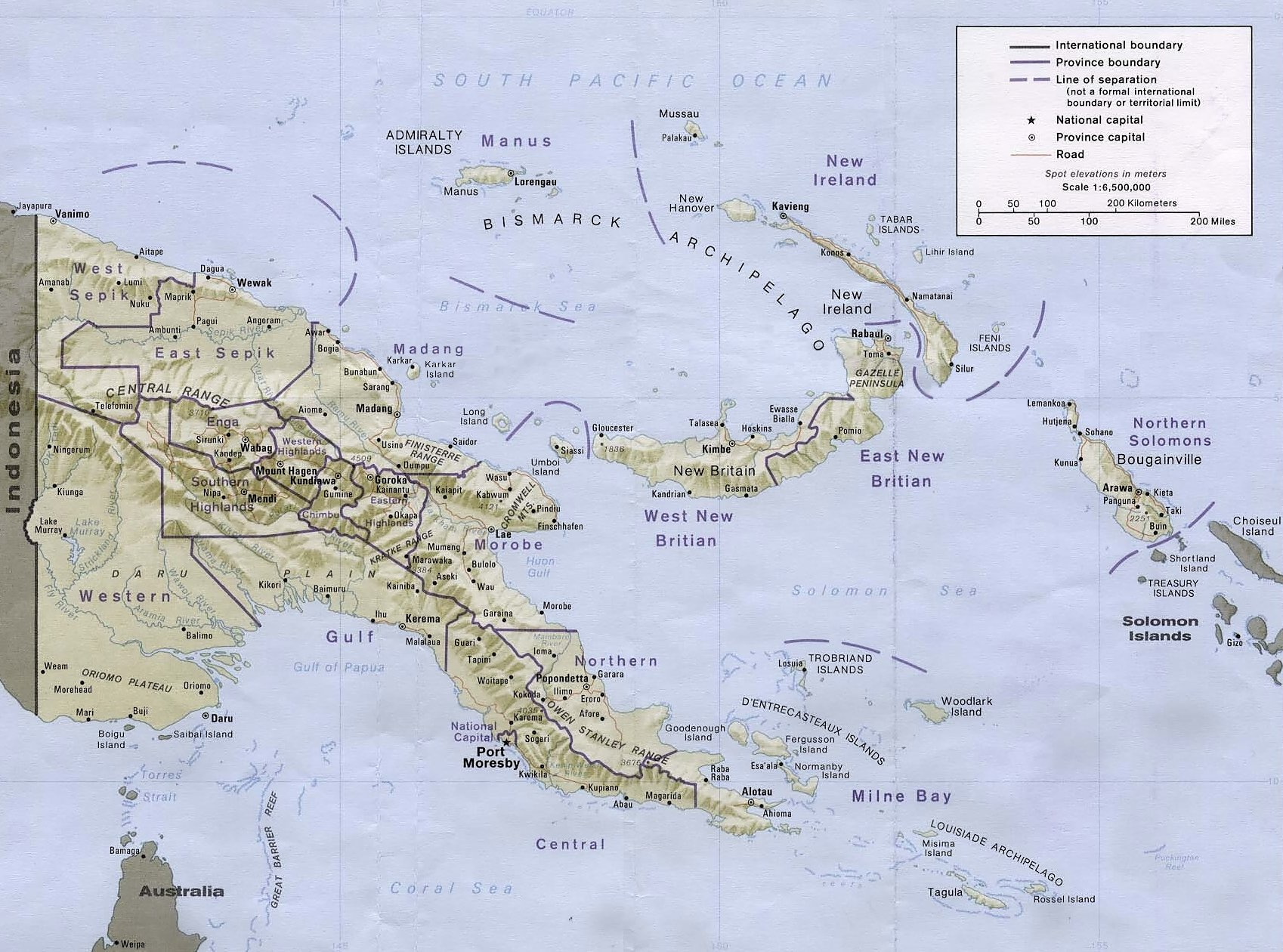
Papua Nova Guinea i l'arxipèlag de Bismarck

L'arxipèlag de Bismarck (en anglès Bismarck Archipelago) és un grup d'illes volcàniques del Pacífic situades al nord-est de Nova Guinea, que actualment pertanyen a Papua Nova Guinea. La seva superfície és d'uns 50.000 km².

## Geografia
L'arxipèlag envolta el mar de Bismarck. Inclou les illes i els grups següents:
- Illes de l'Almirallat, format per 18 illes, sent les principals Manus, Los Negros, Lou, Ndrova, Tong, Baluan, Pak, Purdy, Rambutyo i St. Andrews
- Illes Occidentals, on destaquen Aua, Hermit, Kaniet (Anchorite), Sae, Ninigo i Wuvulu
- Illes Duke of York, antigament Nova Lauenburg, on destaquen Duke of York, Makada, Kabakon, Kerawara, Ulu, Mioko i Mualim.
- Illes Mussau
- Nova Bretanya
- Nova Hannover
- Nova Irlanda
- Illes Vitu

## Història
Els primers habitants de l'arxipèlag van arribar-hi fa uns 30.000-40.000 anys. El primer europeu que va visitar aquestes illes va ser l'explorador holandès Willem Schouten el 1616. Les illes van romandre sense cap control pels europeus fins que van ser annexionades com a part del protectorat de la Nova Guinea alemanya el 1884. La zona va rebre el nom a honor del canceller Otto von Bismarck.
Amb l'esclat de la Primera Guerra Mundial Austràlia es va apoderar de les illes el 1914 i posteriorment va rebre un mandat de la Societat de Nacions per a les illes. Van romandre sota l'administració australiana, interrompuda només per l'ocupació japonesa durant la Segona Guerra Mundial, fins que Papua Nova Guinea es va independitzar el setembre de 1975.